# Zátoka velryb

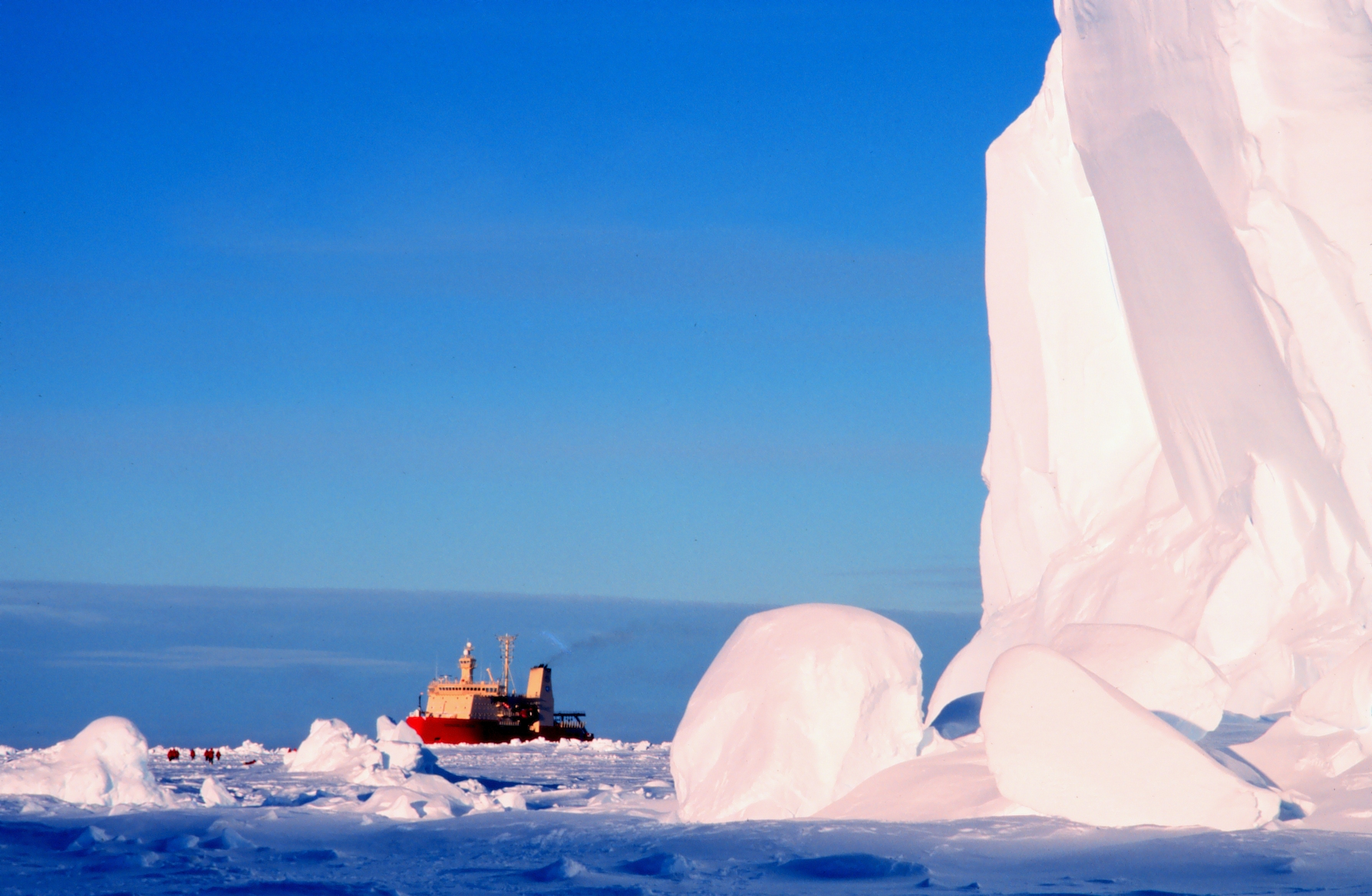
Rossův šelfový ledovec a výzkumný ledoborec v Zátoce velryb

Zátoka velryb (variantně Velrybí zátoka; Bay of Whales, baie des Baleines) je proměnlivý mořský záliv a přírodní přístav v Rossově šelfovém ledovci severně od Rooseveltova ostrova v Antarktidě. Je to nejjižnější část Rossova moře a světového oceánu, kde je možné se plavit. Rossovo moře se rozkládá dále na jih, ale tato jeho část je zamrzlá. Zátoka byla objevena 24. ledna 1908 britským polárním badatelem Ernestem Shackletonem a pojmenovaná byla podle velkého množství velryb v oblasti.
V letech 1911 až 1912 zátoka sloužila jako výchozí tábor pro úspěšnou expedici norského polárníka Roalda Amundsena k jižnímu pólu. Jako základní tábor pro své tři expedice si jí vybral také americký polární badatel Richard Evelyn Byrd. Zátoka byla rovněž cílem transarktického přeletu amerického badatele Lincolna Ellswortha.